# Hornberg (Dautphetal)
Der Hornberg ist ein 451 m hoher Berg in den Damshäuser Kuppen im deutschen Bundesland Hessen.

## Lage und Umgebung
Der Berg liegt zwischen Friedensdorf und Herzhausen im Zentrum der Gemeinde Dautphetal am Ostufer der Dautphe und gehört zu den westlichen der Dammhäuser Kuppen. Benachbarte Erhebungen sind im Osten die Eichelhardt (465 m), im Südosten der Schweinskopf (473 m) und im Norden sein 306 m hoher Vor-Gipfel Auf der Breitenlohe.
Der Hornberg ist von Mischwald bedeckt. Mehrere Forststraßen und Wege erschließen das Gebiet, ein Weg führt von Westen bis unmittelbar unterhalb des Gipfels.